# 辛浩
辛浩（1414年—？），字養正，湖廣武昌府江夏縣人，軍籍。明朝政治人物。進士出身。

## 生平
湖廣鄉試第二十五名。正統七年（1442年）壬戌科會試第一百二十六名，殿試登進士第三甲第五十三名。
曾祖父辛仲宜。祖父辛景中。父亲辛友直，前濬縣儒學訓導。